# Lakesland
Lakesland är en ort i Australien. Den ligger i kommunen Wollondilly och delstaten New South Wales, i den sydöstra delen av landet, omkring 71 kilometer sydväst om delstatshuvudstaden Sydney.
Närmaste större samhälle är Picton, nära Lakesland.
I omgivningarna runt Lakesland växer i huvudsak städsegrön lövskog. Runt Lakesland är det glesbefolkat, med 14 invånare per kvadratkilometer. Genomsnittlig årsnederbörd är 1 288 millimeter. Den regnigaste månaden är februari, med i genomsnitt 215 mm nederbörd, och den torraste är juli, med 34 mm nederbörd.